# Fredrik Oppegård
Fredrik Oppegård (Oslo, 2002. augusztus 7. –) norvég korosztályos válogatott labdarúgó, a holland Go Ahead Eagles hátvédje kölcsönben a PSV Eindhoven csapatától.

## Pályafutása

### Klubcsapatokban
Oppegård a norvég fővárosban, Oslóban született. Az ifjúsági pályafutását a helyi KFUM Oslo és Vålerenga csapatában kezdte, majd a holland PSV Eindhoven akadémiájánál folytatta.
2020-ban mutatkozott be a PSV Eindhoven első osztályban szereplő felnőtt keretében. Először a 2020. december 19-ei, Waalwijk ellen 4–1-re megnyert mérkőzés 90+3. percében, Philipp Max cseréjeként lépett pályára. A 2022–23-as szezon második felében a Go Ahead Eagles csapatát erősítette kölcsönben.

### A válogatottban
Oppegård az U15-östől az U21-esig szinte minden korosztályos válogatottban képviselte Norvégiát.
2021-ben debütált az U21-es válogatottban. Először a 2021. szeptember 7-ei, Észtország ellen 5–0-ra megnyert mérkőzésen lépett pályára. Első válogatott gólját 2022. június 10-én, Finnország ellen 2–0-ás győzelemmel zárult U21-es EB-selejtezőn szerezte meg.

## Statisztikák
2023. április 2. szerint
| Klub                         | Szezon   | Osztály    | Bajnokság | Bajnokság | Kupa  | Kupa | Nemzetközi | Nemzetközi | Összesen | Összesen |
| Klub                         | Szezon   | Osztály    | Meccs     | Gól       | Meccs | Gól  | Meccs      | Gól        | Meccs    | Gól      |
| ---------------------------- | -------- | ---------- | --------- | --------- | ----- | ---- | ---------- | ---------- | -------- | -------- |
| PSV Eindhoven                | 2020–21  | Eredivisie | 1         | 0         | 0     | 0    | 0          | 0          | 1        | 0        |
| PSV Eindhoven                | 2021–22  | Eredivisie | 1         | 0         | 1     | 0    | 1          | 0          | 3        | 0        |
| PSV Eindhoven                | 2022–23  | Eredivisie | 3         | 0         | 0     | 0    | 3          | 0          | 6        | 0        |
| PSV Eindhoven                | Összesen | Összesen   | 5         | 0         | 1     | 0    | 4          | 0          | 10       | 0        |
| Go Ahead Eagles (kölcsönben) | 2022–23  | Eredivisie | 9         | 0         | 1     | 0    | —          | —          | 10       | 0        |
| Összesen                     | Összesen | Összesen   | 14        | 0         | 2     | 0    | 4          | 0          | 20       | 0        |

## Sikerei, díjai
PSV Eindhoven
- KNVB Cup
  - Győztes (1): 2021–22

- Johan Cruyff Shield
  - Győztes (2): 2021, 2022